# Várzea Grande (Piauí)
Várzea Grande est une municipalité brésilienne située dans l'État du Piauí.